# Charley Ferguson
Charley Ferguson (Galveston, Texas; 13 de noviembre de 1939-14 de febrero de 2023) fue un jugador estadounidense de fútbol americano que jugó nueve temporadas con tres equipos en la NFL en la posición de tight end. Fue dos veces campeón de la American Football League.

## Carrera
Jugó a nivel universitario con los Tennessee State Tigers, pero llegó a la NFL por agencia libre a los Cleveland Browns donde solo jugó una temporada para pasar a los Minnesota Vikings en 1962. En 1963 pasa a jugar en la American Football League con los Buffalo Bills, equipo con el que fue dos veces campeón de liga y apareció en el Juego de Estrellas en 1965.
Se retiró en 1969.